# Gocza Chodżawa
Gocza Chodżawa (gruz. გოჩა ხოჯავა; ur. 16 marca 1985 w Tbilisi) – gruziński piłkarz grający na pozycji pomocnika. Obecnie jest zawodnikiem klubu FK Željezničar.

## Kariera piłkarska
Chodżawa profesjonalną karierę rozpoczął w klubie Merani Tbilisi. Na początku dość często zmieniał kluby, w żadnym nie spędził więcej niż jeden sezon. Reprezentował barwy SK Tbilisi, cypryjskiego Anorthosis Famagusta, rosyjskiego FK Rostów, ponownie SK Tbilisi i Olimpi Rustawi. W 2007 roku na 3,5 roku trafił do rosyjskiej drużyny Anży Machaczkała. W 2010 roku przeniósł się do innego klubu z Rosji – Wołgi Niżny Nowogród. Zimą 2012 roku na rok powrócił do rodzinnego kraju, grał w zespole Dila Gori. Na początku 2013 roku ponownie trafił do Rosji. Przez pół roku grał w SKA-Eniergija Chabarowsk, a latem 2013 roku trafił do Ałaniji Władykaukaz.

## Kariera reprezentacyjna
W reprezentacji Gruzji zadebiutował w 2010 roku.